# Didaquê

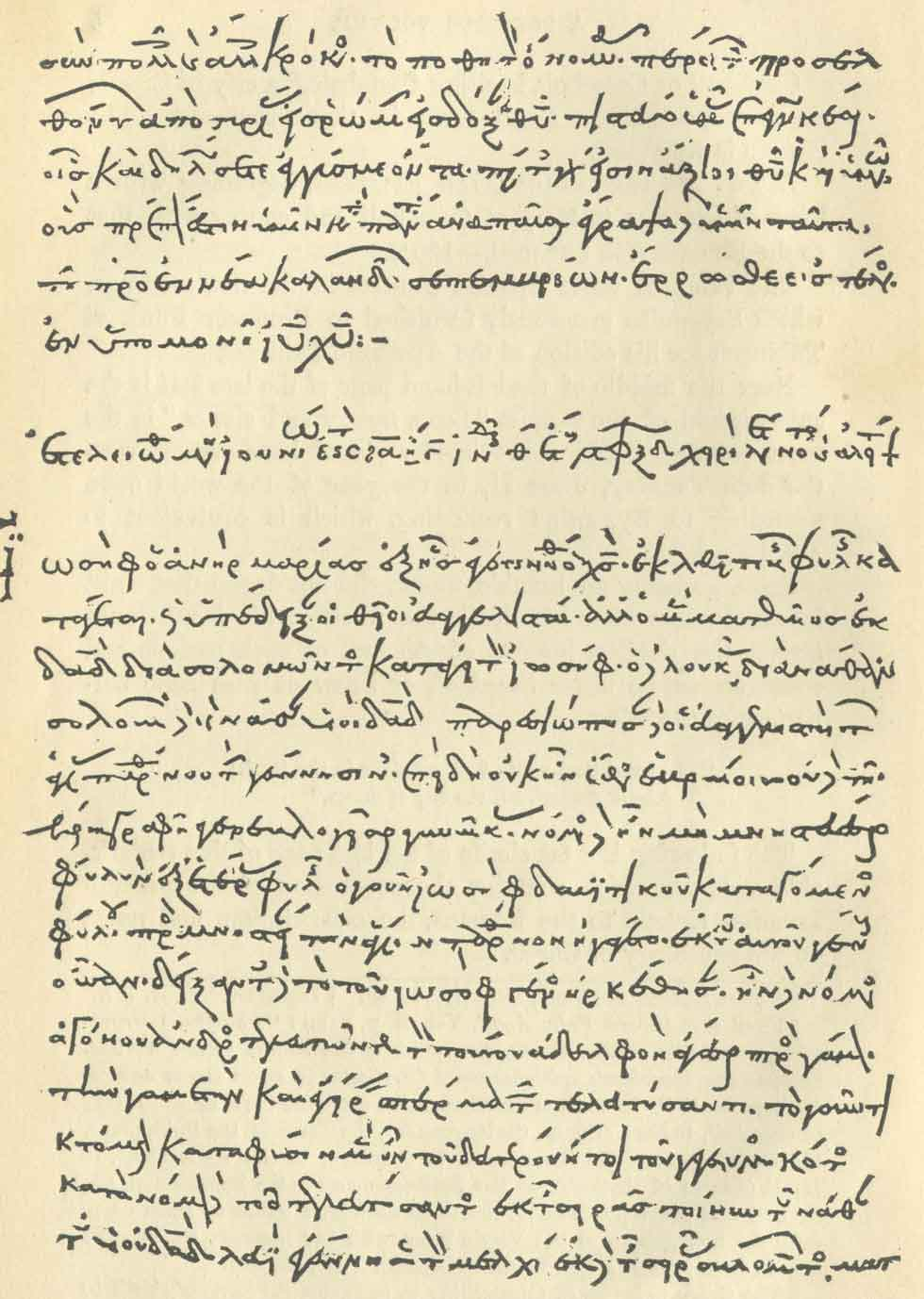
Última página do Didaquê

A Didaquê (português europeu) ou Didaqué (português brasileiro) (em grego clássico: Διδαχń; instrução, doutrina), também chamado de Instrução dos Doze Apóstolos (romanização do grego Didache kyriou dia ton dodeka apostolon ethesin) ou Doutrina dos Doze Apóstolos, é um escrito catequético do século I sobre o ensino cristão, constituído de dezesseis capítulos (considerada com valor histórico e teológico). O título lembra a referência de «E perseveravam na doutrina dos apóstolos ...» (Atos 2:42).

## Data e autenticidade
Estudiosos estimam que a Didaquê é um compilado de escritos anteriores a destruição do templo de Jerusalém, entre os anos 60 e 70 d.C., enquanto outros estimam que foi escrita entre os anos 70 e 90. Contudo, o consenso acadêmico é de que a Didaquê foi escrita entre 60 e 90 d.C. com origem sendo na Judeia ou Síria. Segundo Willy Rordorf, a Didaquê é uma "compilação anônima de diversas fontes derivadas da tradição viva, de comunidades eclesiais bem definidas", portanto a questão da datação equivale à questão das datas das tradições ali registradas, que indubitavelmente remontariam ao século I, derrubando as teses de datação tardia (século II).
Quanto à sua autenticidade, é de senso comum que o mesmo não tenha sido escrito pelos doze apóstolos, ainda que o título do escrito lhes faça menção. Contudo, estudiosos acreditam na compilação de fontes orais tendo recebido os ensinamentos que resultaram na elaboração do texto. Também é senso comum que tenha sido escrito por mais de uma pessoa.
O texto foi mencionado por escritores antigos, inclusive por Eusébio de Cesareia que viveu no século III, em seu livro "História Eclesiástica", mas a descoberta desse manuscrito, na íntegra, em grego, num códice do século XI (ano 1056) ocorreu somente em 1873 num mosteiro em Constantinopla, o chamado Codex Hierosolymitanus.
É considerado apócrifo por Eusébio, Atanásio de Alexandria (c. 367) e Rufino (c. 380).

## Conteúdo
Nos escritos da Didaquê, além do ensino e da liturgia cristã, o Evangelho de Jesus é recomendado. A Didaquê também cita a oração do “Pai Nosso” como sendo “ensinada pelo Senhor” e finda com a afirmação em consonância com o livro Apocalipse, do Novo Testamento, de que Jesus voltará:
| “ | ... conforme foi dito: "O Senhor virá e todos os santos estarão com ele". Então o mundo assistirá o Senhor chegando sobre as nuvens do céu." | ” |
|   | — Vários, Didaquê. |   |

Nos escritos da Didaquê também são reforçados o batismo no nome do Pai, Filho e Espírito Santo, sendo argumento para os cristãos, que aceitam o dogma da Trindade (1 Deus em 3 pessoas), contrapondo-se a defesa de não-trinitários de que não existiam escritos cristãos do primeiro século que ensinassem o batismo no nome das 3 pessoas da Trindade.
A respeito de Jesus, ainda sobre o batismo, diz:
| “ | Que ninguém coma nem beba da Eucaristia sem antes ter sido batizado em nome do Senhor, pois sobre isso o Senhor [Jesus] disse: "Não dêem as coisas santas aos cães. | ” |
|   | — Vários, Didaquê. |   |

Tais escritos também sustentam argumentos de que existiam escritos do primeiro século apoiando a defesa da tese teológica de que Jesus é Deus.
Sobre questões polêmicas como o batismo, adverte para o batismo por imersão; sendo também admitido por efusão na inexistência de um corpo d'água. A Didaquê também acentua o jejum por parte do batizando e daquele que o vai batizar por cerca de três dias antes do batismo. Alguns credobatistas apontam para isso como uma prova de que o batismo infantil não era praticado na Igreja cristã primitiva.
Nos escritos da Didaquê há uma similaridade quando se referencia ora ao Pai como o Senhor, ora a Jesus como o Senhor,  o que é aceito por alguns como a interposição entre as duas pessoas. Também fazendo a distinção de pessoa chamando Jesus de servo do Pai.
A Didaquê faz registro da celebração da eucaristia:
| “ | Reuni-vos no dia do Senhor, para romperdes o pão e dardes graças... | ” |
|   | — Vários, Didaquê.                                                  |   |

A Didaquê cita diretamente ou faz menção indireta a diversos livros do Novo Testamento: Mateus, Lucas, 1 Coríntios, Hebreus, 1 Pedro, Atos dos Apóstolos, Romanos, Efésios, Tessalonicenses e Apocalipse.